# Sphaerodoropsis parva
Sphaerodoropsis parva är en ringmaskart som först beskrevs av Ehlers 1913.  Sphaerodoropsis parva ingår i släktet Sphaerodoropsis och familjen Sphaerodoridae. Arten har ej påträffats i Sverige. Inga underarter finns listade i Catalogue of Life.